# Manufaktura w Skierniewicach

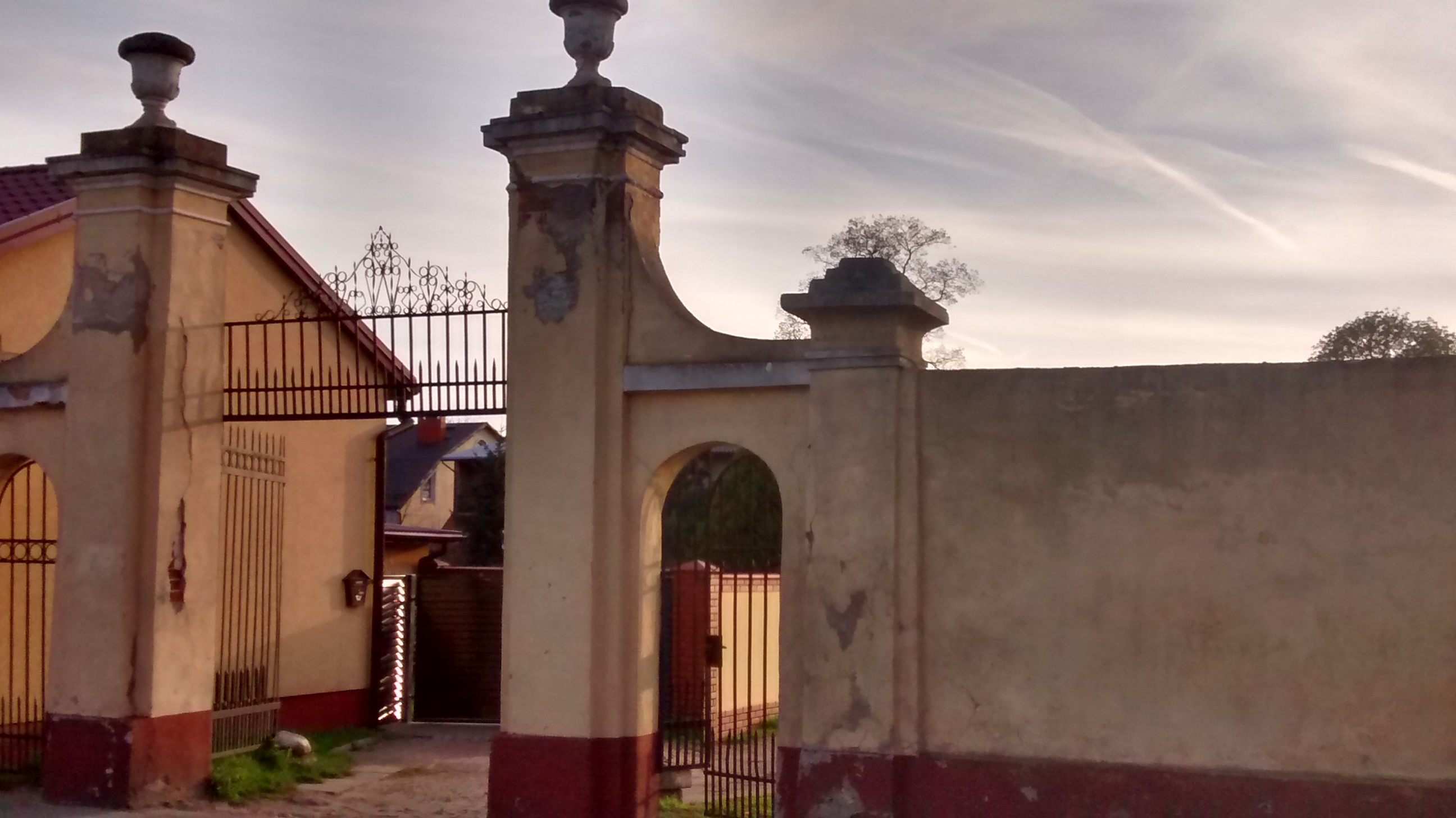
Brama Manufaktury w Skierniewicach

Manufaktura w Skierniewicach – manufaktura włókiennicza w Skierniewicach, działająca w latach 1766-1793, założona z inicjatywy króla Stanisława Augusta Poniatowskiego. Pierwsza manufaktura działała przez pięć lat przy Placu Św. Floriana. Po niej pozostała stylowa brama wjazdowa do manufaktury i osady tkackiej. Następną manufakturę sukienniczą i płócienną założył w 1785 roku prymas Michał Poniatowski mieszkający w Pałacu Prymasowskim. Działalność Manufaktury zakończyła się wraz ze śmiercią założyciela, króla Poniatowskiego.
Do miasta sprowadzono tkaczy i prządki. Tradycje przemysłu sukienniczego w Skierniewicach sięgają XIV wieku.